# Coteaux-du-Layon

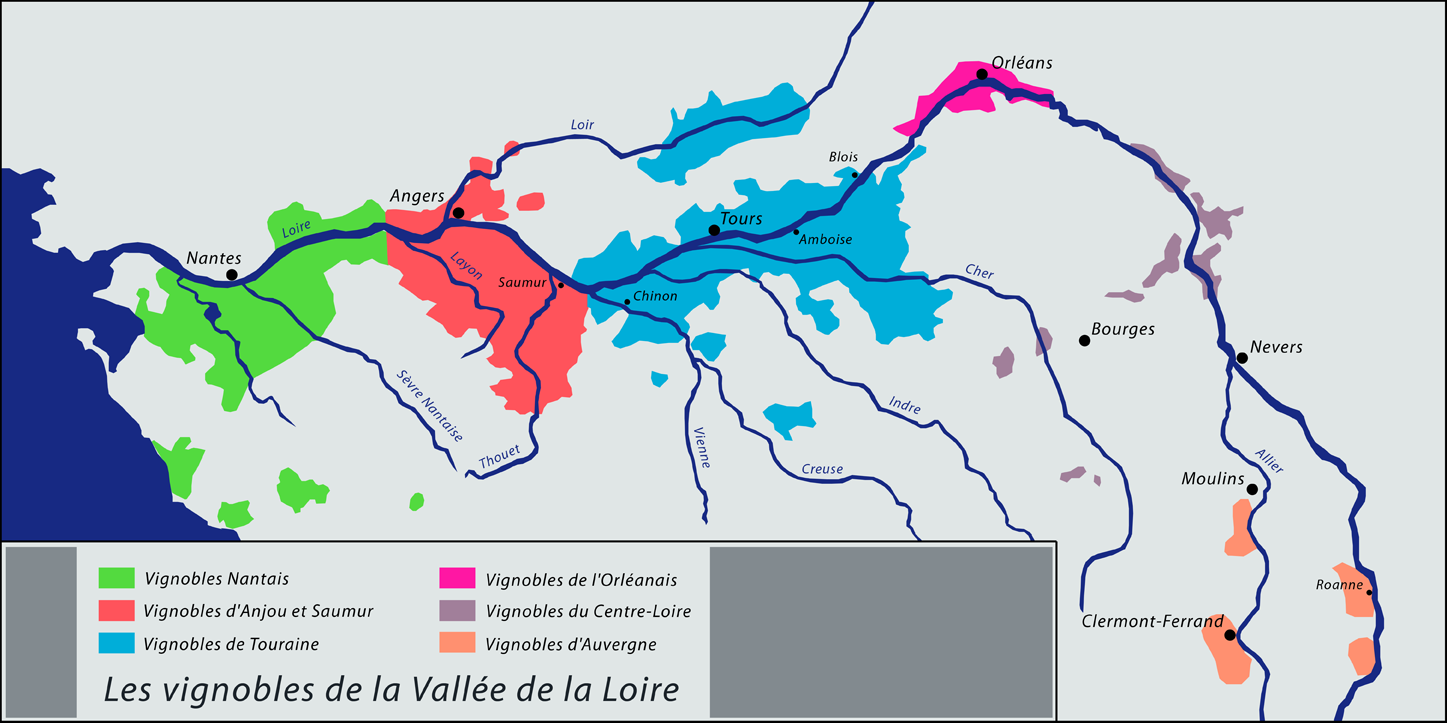
Überblick der Weinbauregionen der Loire. Coteaux-du-Layon gehört zur Region Anjou (rötlich gefärbert Bereich bei Angers) und liegt am Fluss Layon.

Das Weinbaugebiet Coteaux-du-Layon liegt im Anjou und ist somit Teil der Weinbauregion Loire. In dieser Appellation entstehen ausschließlich leicht fruchtige Süßweine. Die Zone verfügt seit dem 18. Februar 1950 (Dekret abgeändert am 12. Februar 2003 und am 7. Oktober 2003) über den Status einer Appellation d’Origine Contrôlée (kurz AOC). Das Gebiet verfügt über eine Rebfläche von ca. 1250 Hektar und liegt ca. 20 km südwestlich von Angers. Die Rebflächen liegen in Hanglagen von 25 Gemeinden entlang des Flusses Layon zwischen Nueil-sur-Layon und Chalonnes-sur-Loire.
Der Wein wird zu 100 % aus der Rebsorte Chenin Blanc gekeltert. Am Layon bildet sich im Herbst Nebel, der einen Befall der Beeren mit Botrytis cinerea begünstigt und zu Edelfäule führt. Die Beeren müssen manuell in mehreren Erntegängen eingeholt werden. Dieser Aufwand hat natürlich seinen Preis. Eine Flasche kostet im Normalfall zwischen 10 und 15 €/Flasche (Stand 2005).
In den Gemeinden Beaulieu-sur-Layon, Faye-d’Anjou, Rablay-sur-Layon, Rochefort-sur-Loire, Saint-Aubin-de-Luigné und Saint-Lambert-du-Lattay herrschen besonders gute Bedingungen. Die Gemeinden dürfen ihren Namen auf dem Etikett vermerken.
Die Weine dürfen mit der Qualitätsbezeichnung Beerenauslese (sélection de grains nobles) versehen werden, wenn der Zuckergehalt in der Maische über 294 Gramm/l beträgt. Im Normalfall sind auf jeden Fall 221 Gramm für einen einfachen Coteaux-du-Layon und 238 Gramm in den privilegierten Gemeinden gefordert.
Die besten Lagen des Gebiets erhielten eigene Appellationen. Es handelt sich dabei um die Gebiete Bonnezeaux, Chaume sowie bei den reinen Südlagen in Chaume, die Quarts-de-Chaume.
Die gesetzlichen Vorlagen der einzelnen Appellationen unterscheiden sich wie folgt.
| AOC                                                                        | Ertyragsgrenze (Hektoliter je Hektar) | minimales Mostgewicht (in Gramm/Liter) | Minimaler Alkoholgehalt im Wein | Minimaler Restzuckergehalt im Wein (in Gramm/Liter) | Sonstiges |
| -------------------------------------------------------------------------- | ------------------------------------- | -------------------------------------- | ------------------------------- | --------------------------------------------------- | --- |
| Coteaux du Layon                                                           | 35 hl/ha                              | 221 g/l                                | 11 %                            | 34 g/l                                              | |
| Coteaux du Layon + Gemeindename                                            | 30 hl/ha                              | 238 g/l                                | 12 %                            | 34 g/l                                              | |
| Coteaux du Layon (+ Gemeindename) + Bezeichnung Sélection de grains nobles |                                       | 294 g/l                                |                                 |                                                     | Keine Chaptalisation erlaubt; in einem Sensoriktest muss der Beerenauslesecharakter bestätigt werden. |
| Bonnezeaux                                                                 | 25 hl/ha                              | 238 g/l                                | 12 %                            | 34 g/l                                              | Die Beeren müssen in überreifem Zustand geerntet werden und dürfen von Edelfäule befallen sein (müssen aber nicht)                                                                                                  |
| Chaume                                                                     | 25 hl/ha                              | 272 g/l                                | 12 %                            | 68 g/l                                              | Die Beeren müssen in teilrosiniertem Zustand geerntet werden oder von Edelfäule befallen sein. Falls das natürliche Mostgewicht 323 g/l übersteigt, liegt der minimale Alkoholgehalt des Weines bei 11 % statt 12 % |
| Quarts de Chaume                                                           | 25 hl/ha                              | 238 g/l                                | 12 %                            | 34 g/l                                              | Die Beeren müssen in überreifem Zustand geerntet werden und dürfen von Edelfäule befallen sein (müssen aber nicht)                                                                                                  |

## Lagerung der Weine
Die Coteaux-du-Layon Weine haben eine erstaunliche Lagerfähigkeit. Gute Jahrgänge können bedenkenlos 20 Jahre im Keller verweilen, beste Jahrgänge haben eine Lebenserwartung von bis zu 100 Jahren.